# Gruppi etnici in Vietnam
Il Vietnam è un paese multi-etnico con oltre 50 gruppi di etnie diversi (ne sono riconosciuti 54 dal governo vietnamita). Molti dei gruppi locali sono conosciuti come Montagnard o Degar.

## Lista
1. Việt (chiamati anche Kinh, il gruppo etnico più grande di tutto il Vietnam)
2. Bahnar
3. Buyei
4. Brau
5. Bru-Van Kieu
6. Cham (discendenti del regno del Champa)
7. Cho Ro
8. Chru
9. Chứt
10. Co
11. Co Ho
12. Co Lao
13. Co Tu
14. Cống
15. Yao (conosciuto anche come Dao o Mien)
16. E De
17. Giáy
18. Gie Trieng
19. Hani
20. Hmong (conosciuto anche come Miao in Cina)
21. Hoa
22. H're
23. Jarai
24. Khang
25. Khmer
26. Kho Mu
27. La Chi
28. La Ha
29. La Hu
30. Lao
31. Lô Lô
32. Lu
33. Ma
34. Mang
35. Mnong
36. Muong
37. Ngái
38. Nung
39. O Du
40. Pa Then
41. Phù Lá
42. Pu Peo
43. Raglai
44. Ro Mam
45. Sán chay
46. Sán Dìu
47. Si La
48. Sedang
49. Stieng
50. Tà Ôi
51. Tày
52. Thái (gruppo che comprende le etnie tai dam, tai don, phu thai, tai daeng, tai thanh e tai hang tong)
53. Thổ
54. Xinh-mun